# ルクレティウス

De rerum natura, 1570

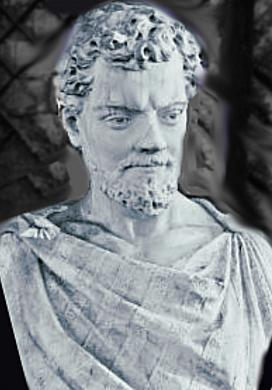

ティトゥス・ルクレティウス・カルス（ラテン語: Titus Lucretius Carus, 紀元前99年頃 - 紀元前55年）は、共和政ローマ期の詩人・哲学者。エピクロスの思想を詩『事物の本性について』に著した。

## 思想
エピクロスの宇宙論を詩の形式で解説。説明の付かない自然現象を見て恐怖を感じ、そこに神々の干渉を見ることから人間の不幸が始まったと論じ、死によってすべては消滅するとの立場から、死後の罰への恐怖から人間を解き放とうとした。6巻7400行からなる六歩格詩『事物の本性について』（ラテン語: De rerum natura）を著して唯物論的自然哲学と無神論を説いた。

## 影響
ルクレティウスの著作は長い間知られていなかった。1417年にイタリアの人文主義者ポッジョ・ブラッチョリーニによって、ドイツの修道院で『事物の本性について』の写本が再発見された。同書はルネサンス期の思想に大きな影響を与え、原子論が発展する原動力となった。

## 日本語訳
- 『物の本質について』（樋口勝彦訳、岩波文庫、1961年、ISBN 978-4003360514）
- 『万物の根源/世界の起源を求めて』（塚谷肇訳、近代文藝社、2006年、ISBN 978-4773374193）
- 『事物の本性について・宇宙論』（藤沢令夫・岩田義一[3]訳、筑摩書房〈世界古典文学全集21[4]〉、初版1965年／ちくま学芸文庫、2025年、ISBN 978-4480513014）